# Sinokaliopteryks
Sinokaliopteryks (Sinocalliopteryx) – rodzaj opierzonego teropoda z rodziny kompsognatów (Compsognathidae).
Żył we wczesnej kredzie (około 130 mln lat temu) na terenach wschodniej Azji. Jego szczątki znaleziono w Chinach (w prowincji Liaoning). Odkryto niemal kompletny szkielet, razem z pokryciem ciała. Jest największym znanym przedstawicielem rodziny kompsognatów – długość jego ciała dochodziła do 2,37 m.

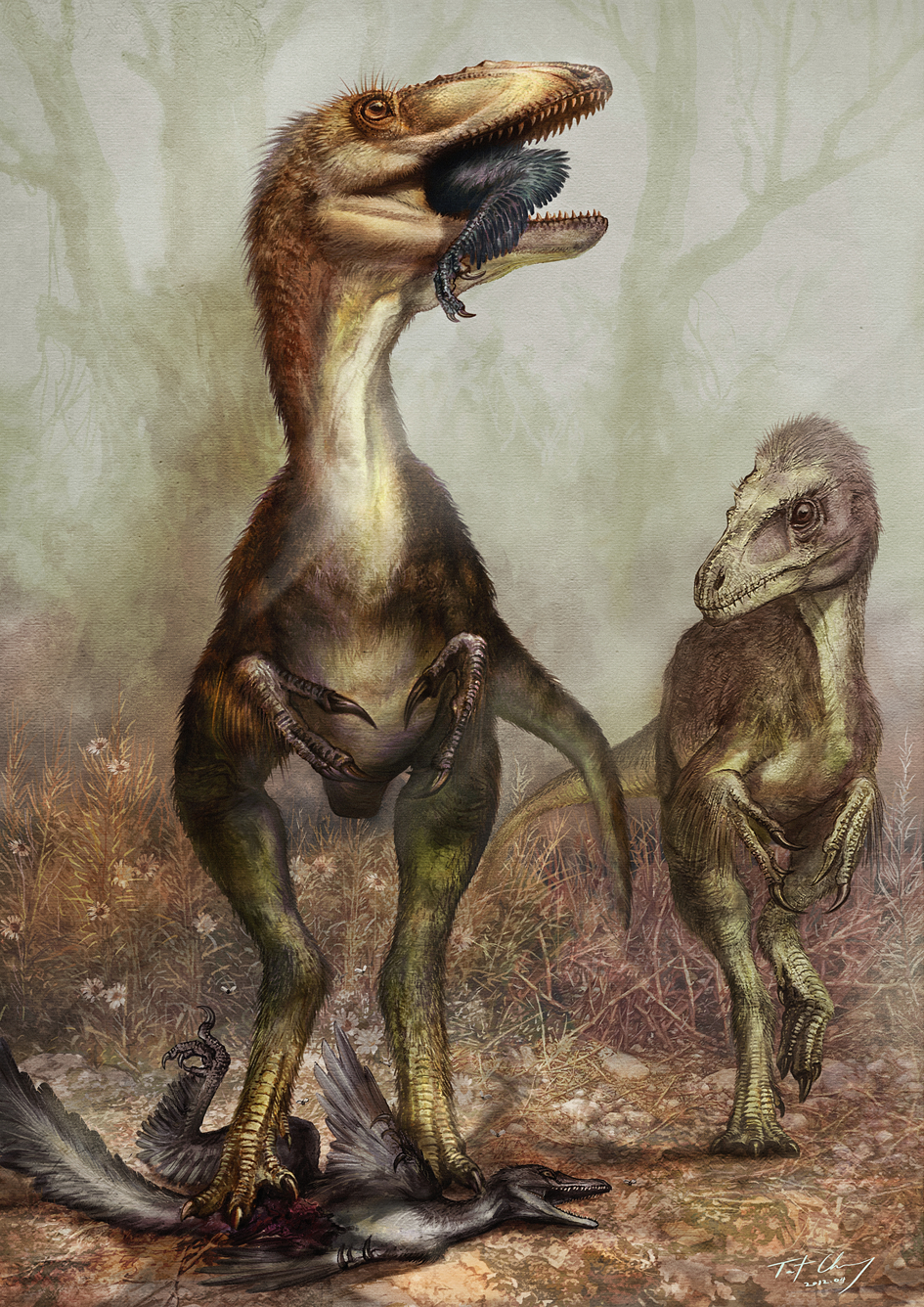
Sinokaliopteryks zjadający sinornitozaura

Informacji o jego diecie dostarcza zachowana skamieniała zawartość przewodów pokarmowych dwóch osobników; u jednego (okazu JMP-V-05-8-01, holotypu S. gigas) znaleziono kości kończyny tylnej (zachowanej z obiektami podobnymi do piór) niewielkiego dromeozauryda, być może sinornitozaura, a u drugiego – kości co najmniej dwóch ptaków z gatunku Confuciusornis sanctus oraz kawałki dwóch trudniejszych do identyfikacji kości, które mogą należeć do niewielkiego dinozaura ptasiomiednicznego.